# MG 4 EV
MG4 EV — акумуляторний електричний невеликий сімейний автомобіль (С-сегмент), вироблений китайським виробником автомобілів SAIC Motor під британською маркою MG. Вперше випущений у червні 2022 року як MG Mulan у Китаї, це перший транспортний засіб, заснований на акумуляторній електричній модульній масштабованій платформі SAIC (продається як платформа Nebula в Китаї). Він був представлений у Європі як MG4 EV у липні 2022 року.

## Огляд

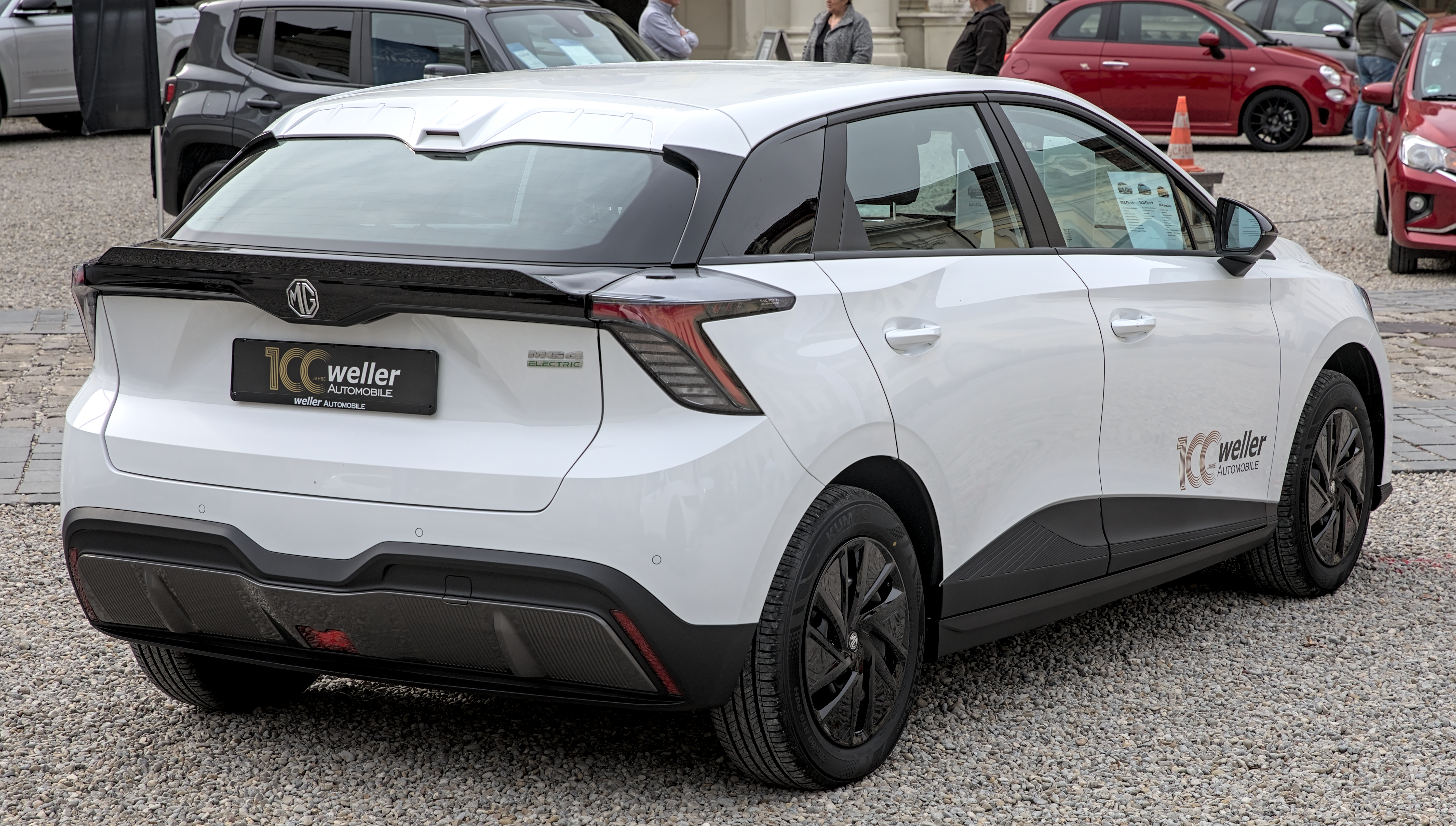
MG4 EV

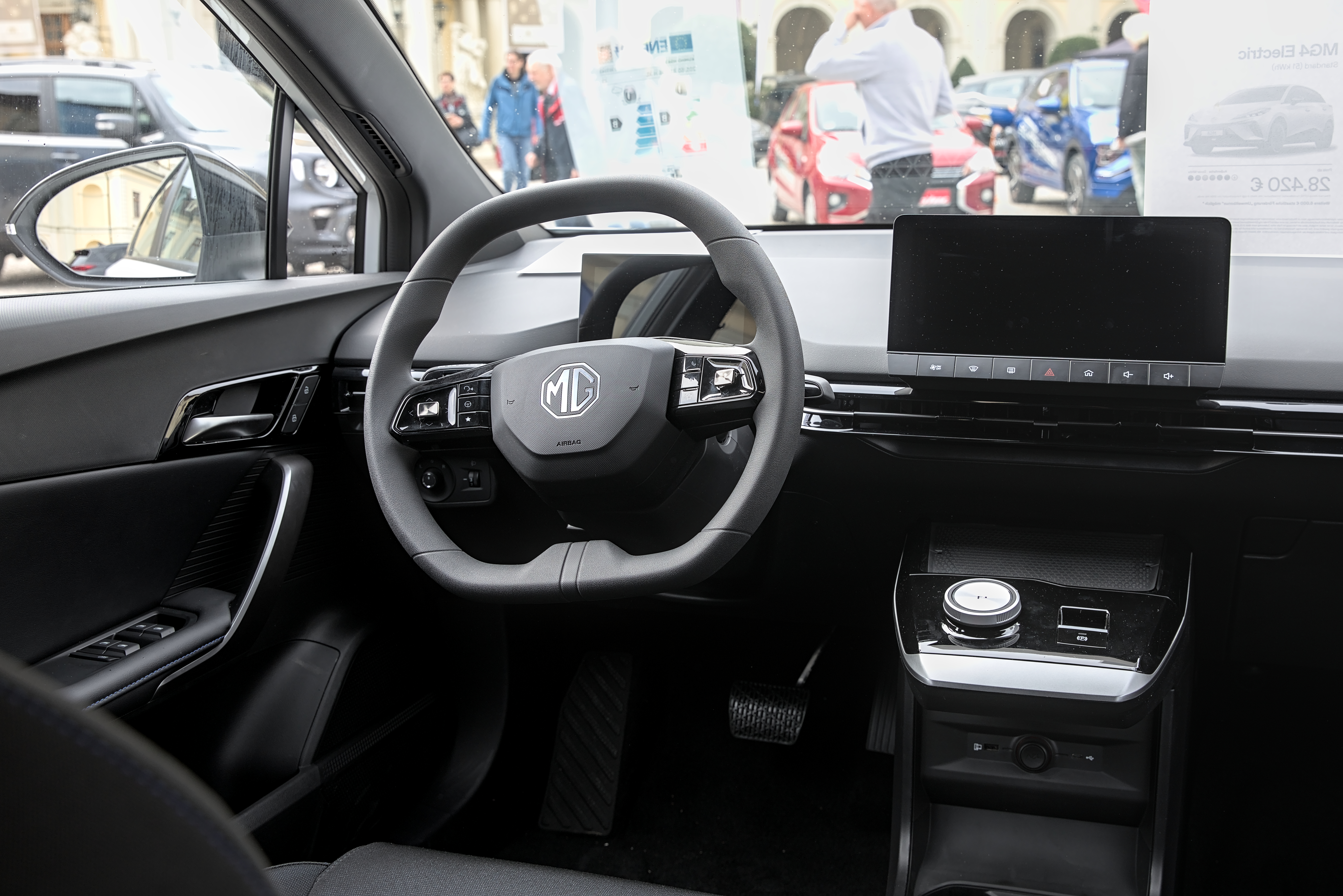

Розроблений під кодовою назвою EH32, автомобіль був розроблений як глобальна модель з європейським ринком, встановленим як головна мета.
Заявлено, що MG4 EV має розподіл ваги 50:50 і низький центр ваги 490 мм (19,3 дюйма) для чудової керованості. MG також розробила більш тонку та плоску батарею порівняно зі звичайними акумуляторними електричними транспортними засобами за допомогою системи батареї One Pack (у Китаї її називають системою батареї кубика Рубіка). Акумулятор має товщину лише 110 мм (4,3 дюйма) для найменшої місткості, що зменшує висоту автомобіля. Акумулятор One Pack також можна замінювати.
Модульна масштабована платформа також підтримує 800-вольтну технологію заряджання, яка дозволяє автомобілю досягти 200 км (124 милі) після п’яти хвилин заряджання та досягти рівня 80 відсотків протягом 15 хвилин. Для моделей, оснащених звичайною технологією заряджання 400 вольт, п’яти хвилин заряджання буде достатньо, щоб досягти 100 км (62 миль) діапазону та 30 хвилин, щоб зарядити до рівня 80 відсотків.
Спочатку MG4 EV буде доступний з акумулятором місткістю 51 кВт-год або 64 кВт-год, пропонуючи 350-450 км (217-280 миль) діапазону WLTP і 125-150 кВт (170-204 к.с.) потужності. Далі з’явилася модель з подвійним двигуном і повним приводом, батареєю на 64 кВт/год і потужністю 330 кВт (449 к.с.). Стверджується, що модель XPower з подвійним двигуном забезпечує розгін 0–100 км/год (0–62 милі/год) за 3,8 секунди, а максимальна швидкість обмежена 99 миль/год (159 км/год).
MG4 EV також продається в Таїланді як MG4 Electric з листопада 2022 року. MG4 EV був представлений в Індонезії 16 лютого 2023 року на 30-му Індонезійському міжнародному автосалоні.

## Комплектації та характеристики
Станом на червень 2024 року в Україні доступні наступні комплектації автомобіля MG 4:

### LUX
- Довжина / ширина / висота (мм): 4287 / 1836 / 1504
- Колісна база (мм): 2705
- Дорожній просвіт (мм): 150
- Об'єм багажника (л): 363 / 1177
- Споряджена маса (кг): 1723-1740
- Буксирувальна здатність (кг): 500
- Двигун: Електро, макс. потужність (кВт): 150, макс. крут. момент (Нм): 250
- Максимальна швидкість (км/г): 160
- Розгін (0~100 км/г): 7.9 с
- Батарея (кВт*г): 64
- Запас ходу (км, CLTC): 520, (км, WLTP): 435

### LUX +
- Та сама специфікація, що й LUX.

### XPower AWD
- Довжина / ширина / висота (мм): 4287 / 1836 / 1516
- Дорожній просвіт (мм): 160
- Споряджена маса (кг): 1803
- Двигун: Електро, макс. потужність (кВт): 320, макс. крут. момент (Нм): 600
- Максимальна швидкість (км/г): 200
- Розгін (0~100 км/г): 3.8 с
- Батарея (кВт*г): 64
- Запас ходу (км, CLTC): 460, (км, WLTP): 385